# The Q-Music Sessions
The Q-music Sessions is een coveralbum door de Nederlandse band Within Temptation. Het album bestaat uit 11 covers die de band heeft gemaakt voor Qmusic (Nederland) en Qmusic (Vlaanderen), in verband met hun 15-jarig bestaan. Door de positieve reacties van fans en het radiopubliek besloot de band een speciaal album uit te brengen met daarop 11 van de 15 gemaakte covers.

## Achtergrond
In aanloop naar het 15-jarig jubileum van Within Temptation werd de band door Q-Music gevraagd om gedurende 15 weken wekelijks een bestaand liedje te kiezen en uit te voeren in een "Within Temptation style" tijdens hun speciale programma Within Temptation Friday. De covers bestaan grotendeels uit popsongs die door de band van een meer symfonisch georiënteerde vorm werd voorzien. Zangeres Sharon den Adel verklaarde: "Onze aanpak was om van de cover echt een nieuw Within Temptation-nummer te maken. Dus niet de gemakkelijke weg gaan door bijvoorbeeld alleen een piano of een akoestische gitaar te gebruiken, maar echt proberen om alle elementen van een Within Temptation-nummer in deze nieuwe versie. Het was best een uitdaging want we hadden maar een week om het goed te krijgen, terwijl het opnemen van een origineel Within Temptation-nummer soms wel een half jaar kan duren! Maar deze druk gaf ons ook een [sic] creatieve boost, en het was zeer de moeite waard om het elke week op tijd klaar te krijgen. We hebben ook veel geleerd van de diepgaande analyse die we moesten maken van deze hits, geschreven door anderen, in combinatie met het implementeren van onze eigen sound en stijl in elke nieuwe cover. We zijn blij dat we deze uitdaging zijn aangegaan en zijn erg trots op het resultaat." Ze coverden liedjes van o.a. Imagine Dragons, OneRepublic, Lana Del Rey en The Who.

## Ontbrekende liedjes
De band deed ook nog vier covers voor op de radiozenders, namelijk "Little Lion Man" (Mumford & Sons), "Somebody That I Used to Know" (Gotye), "Skyfall" (Adele) en "Paradise" (Coldplay), maar de nummers werden niet op het album gezet vanwege auteursrechtelijke problemen van de originele artiesten.

## Tracklist
| Nr. | Titel                                         | Schrijver(s)                                                                                            | Duur |
| --- | --------------------------------------------- | --- | ---- |
| 1.  | Grenade (Bruno Mars)                          | Bruno Mars, The Smeezingtons (Philip Lawrence en Ari Levine), Brody Brown, Claude Kelly en Andrew Wyatt | 3:45 |
| 2.  | Titanium (David Guetta & Sia)                 | Sia Furler, David Guetta, Giorgio Tuinfort en Nick Van De Wall                                          | 3:57 |
| 3.  | Let Her Go (Passenger)                        | Mike Rosenberg                                                                                          | 3:43 |
| 4.  | Summertime Sadness (Lana Del Rey)             | Lana Del Rey en Rick Nowels                                                                             | 4:06 |
| 5.  | Radioactive (Imagine Dragons)                 | Ben McKee, Daniel Platzman, Dan Reynolds, Wayne Sermon, Alexander Grant, Josh Mosser                    | 3:14 |
| 6.  | Crazy (Gnarls Barkley)                        | Brian Burton, Thomas Callaway, Gian Franco Reverberi, Gian Piero Reverberi                              | 3:31 |
| 7.  | Dirty Dancer (Enrique Iglesias)               | Enrique Iglesias, Nadir Khayat, The Writing Camp (Evan Bogart, Erika Nuri, David Quiñones)              | 4:14 |
| 8.  | Don't You Worry Child (Swedish House Mafia)   | Axel Hedfors, Steve Angello, Sebastian Ingrosso, John Martin Lindström, Michel Zitron                   | 3:36 |
| 9.  | Behind Blue Eyes (The Who)                    | Pete Townshend                                                                                          | 4:19 |
| 10. | The Power of Love (Frankie Goes to Hollywood) | Holly Johnson, Peter Gill, Mark O'Toole, Brian Nash                                                     | 3:59 |
| 11. | Apologize (OneRepublic)                       | Ryan Tedder                                                                                             | 3:25 |